# Zufre
Zufre is een gemeente in de Spaanse provincie Huelva in de regio Andalusië met een oppervlakte van 341 km². In 2007 telde Zufre 987 inwoners.